# 시마 과장
시마 과장(일본어: 課長 島 耕作 가초 시마 고사쿠[*])는 히로카네 켄시의 만화로 1983년부터 1992년까지 고단샤의 《모닝》에 연재된 작품이다. 1991년 제15회 고단샤 만화상 일반부분 수상작이다. 시마 과장의 시리즈물로는《부장 시마 고사쿠》, 《사외이사 시마 고사쿠》, 《상무 시마 고사쿠》, 《전무 시마 고사쿠》, 《사장 시마 고사쿠》, 《영 시마 고사쿠》가 있다. 이 중 《영 시마 고사쿠》의 연재지는 《이브닝》이며, 영은 영어로 young을 말한다. 한국어 시마과장은 당초 《빅점프》에 연재했지만 이 잡지가 97년 7월 1일 시행발표된 '청소년 보호법' 이후 하락세를 걸어오면서 폐간된 뒤 《일요신문》으로 매체를 옮겨 간신히 완결을 맺었다.

## 개요
1980년대에서 1990년대 초기에 이르는 일본경제의 동향, 대기업간의 경쟁, 내부파벌 다툼 및 경제활동의 말단에서 일하는 회사원의 일상을 현실적으로 묘사한 것으로 샐러리맨 층을 중심으로 호평을 얻은 작품이다. 
시마 과장이 근무하는 하쓰바 전기산업은 작자인 히로카네 겐시가 만화가로 데뷔하기 전에 근무했던 마쓰시타 전기산업 (현 파나소닉)이 모델이며, 실제 만화에서 마쓰시타 전기산업의 경영활동 등이 묘사되었다. 
주인공 시마 고사쿠는 베이비 붐 세대(1947년 9월9일생)로 누구나 알아주는 전기 메이커 하쓰바 전기산업에 근무하는 회사원이다. 작품이 연재될 당시 1983년 무렵의 시마는 소심하고 자신의 안위만 생각하는 평범한 회사원으로 그려지고 있다. 작품의 내용도 사내 연애 등 개인적인 일상을 주로 다뤘다.  
하지만, 1984년 후반부터 매회 연재되기 시작하면서, 대기업 내부의 파벌과 기업전략을 기초로 경영이 전개되는 등 그 분야를 면밀히 묘사하였고, 무대 또한 경제분야를 주축으로 다루게된다. 이에 따라 시마 고사쿠는 사내 파벌 다툼에서 자신의 신념에 따라 행동하는 인물로 그려지고 있으며, 긍정적이며 행운이 겹쳐 난국을 타개해 나간다. 이 고난을 해처 나가는 과정에서 탐정 고구레 규사쿠, 부하와 주변 여성의 도움을 받는다. 또, 시마 주변에는 성적 관계를 맺은 여성이 항상 등장하기도 한다. 경제면에서 이야기 전개는 실제 사회 시사적 일들이 작품속에서 녹아나 있으며, 주인공 및 회사에 영향을 주기도 한다. 또한, 실제 사회에서 일어나는 기업의 실패 사례도 작품속에 받아들여져 때에 따라 주인공 시마 고사쿠는 좌천되기도 한다. 하지만, 이를 극복해 출세해가는 과정을 회사원 이야기이다. 이들 복잡한 각 요소들(파벌다툼, 경영전략, 미스테리 활극, 다채로운 여성관계)가 많은 샐러리맨, 특히 베이비 붐 세대의 남성의 심리를 꿰둘어 1990년대 큰 인기를 얻었다. 
2008년 4월 2일 요미우리 신문을 비롯 일본의 각 신문 조간은 작품속 시마 고사쿠가 조만간 사장에 취임한다며 경제면의 신임 사장 취임 기사에 빗대어 사회면에 〈신임 사장에 시마 씨〉라는 기사를 싣기도 했다.  
시마 고사쿠는 2013년 7월 18일 발매된 주간 모닝의 '사장 시마 고사쿠'에서 2년 연속 대폭 적자의 책임을 지고 일선에서 물러나는 것으로 묘사됐다.

## 등장인물
시마 과장의 등장인물 참고.

## 같이 보기
- 정치 9단